# Senbere Teferi
Senbere Teferi (Etiòpia, 3 de maig de 1995) és una corredora etíop de mitja i llarga distància que competix habitualment en els 1500 metres i en proves de camp a través. Va aconseguir la medalla de plata als Campionats del Món de Camp a Través de 2015. Va representar el seu país als Campionats Mundials de 2013 i va guanyar diverses medalles competint als campionats del món de pista en categoria juvenil i júnior.

## Carrera
Sebere Teferi Sora va guanyar la seua primera medalla internacional al Campionat Mundial Juvenil d'Atletisme de 2011, feu segona en els 1500 m darrer de Faith Kipyegon. Va pujar al capdamunt del palmarés nacional amb la victòria dels 1500 m als Campionats d'Atletisme d'Etiòpia.
Al Campionat Mundial Júnior d'Atletisme va aconseguir fer millora marca personal amb 4:08.28 minuts en la final de 1500 m, però de nou era derrotada per Kipyegon i Amela Terzić, aconseguint el bronze en categoria júnior.
Senbere comença la temporada 2013 amb una victòria als campionats nacionals júnior, amb un marge de quasi set segons als 3000 metres. Als campionats etíops sèniors va fer el seu debut als 5000 metres deixant sense opcions a Alemitu Heroye i assolint el seu segon títol nacional. Va començar a participar en camp a través i a finals d'any es va col·locar tercera en la categoria júnior dels Campionats de Camp a Través Júnior d'Etiòpia. L'any següent, va estar entre les favorites al Campionat Mundial Júnior d'Atletisme de 2014 després d'aconseguir la mínima en categoria júnior amb 8:41.54 minuts en els 3000 m a la Doha Diamond League, però finalment no va competir. Va establir un rècord júnior d'Àfrica en els 2000 metres al meeting Golden Spike Ostrava amb un temps de 5:34.27 minuts, acabant darrere de Genzebe Dibaba que estava intentant batre el rècord del món.
Es va centrar en el camp a través després de la temporada de pista. Va guanyar el Cross de l'Acier a França en novembre de 2014. Va ser seleccionada per a l'equip etíop sènior per al Campionat del Món de Camp a Través de 2015 i, malgrat haver patit una lesió la setmana anterior a l'esdeveniment, va posicionar-se al cap de la cursa amb Agnes Jebet Tirop i totes dues esdevingueren les protagonistes de la cursa, encara que Tirop finalment va guanyar Senbere als 200 m finals, deixant l'etíop amb la medalla de plata. El debut de Senbere a la categoria sènior també va portar a les dones etíops a aconseguir un títol per equips, ajudada per la seua compatriota (i medalla de bronze) Netsanet Gudeta.
L'any 2019 Senbere va guanyar la Mitja Marató de València amb una marca d'1 hora 5 minuts i 33 segons.

## Competicions internacionals
| 2011 | Campionat del Món Juvenil           | Lilla, França          | 2nd      | 1500 m      | 4:10.54  |
| 2012 | Campionat del Món Júnior            | Barcelona              | 3rd      | 1500 m      | 4:08.28  |
| 2013 | Campionats del Món                  | Moscou, Rússia         | 30th (h) | 1500 m      | 4:11.41  |
| 2015 | Campionats del Món de Camp a Través | Guiyang, Xina          | 2nd      | Senior race | 26:06    |
| 2015 | Campionats del Món de Camp a Través | Guiyang, Xina          | 1st      | Senior team |          |
| 2015 | Campionats del Món                  | Pequín, Xina           | 2nd      | 5000 m      | 14:44.07 |
| 2016 | Jocs Olímpics                       | Rio de Janeiro, Brasil | 5th      | 5000 m      | 14:43.75 |
| 2017 | Campionats del Món                  | Londres, Regne Unit    | 4th      | 5000 m      | 14:47.45 |
| 2018 | Campionat d'Àfrica                  | Asaba, Nigèria         | 2nd      | 5000 m      | 15:54.48 |
| 2019 | Campionats del Món                  | Doha, Qatar            | 6th      | 10,000 m    | 30:44.23 |

## Títols nacionals
- Campionats d'Atletisme etíop
  - 1500 metres: 2012[3]
  - 5000 metres: 2013[6]